# Datar Lebar I
Datar Lebar I is een bestuurslaag in het regentschap Kaur van de provincie Bengkulu, Indonesië. Datar Lebar I telt 419 inwoners (volkstelling 2010).